# Slachtemarathon

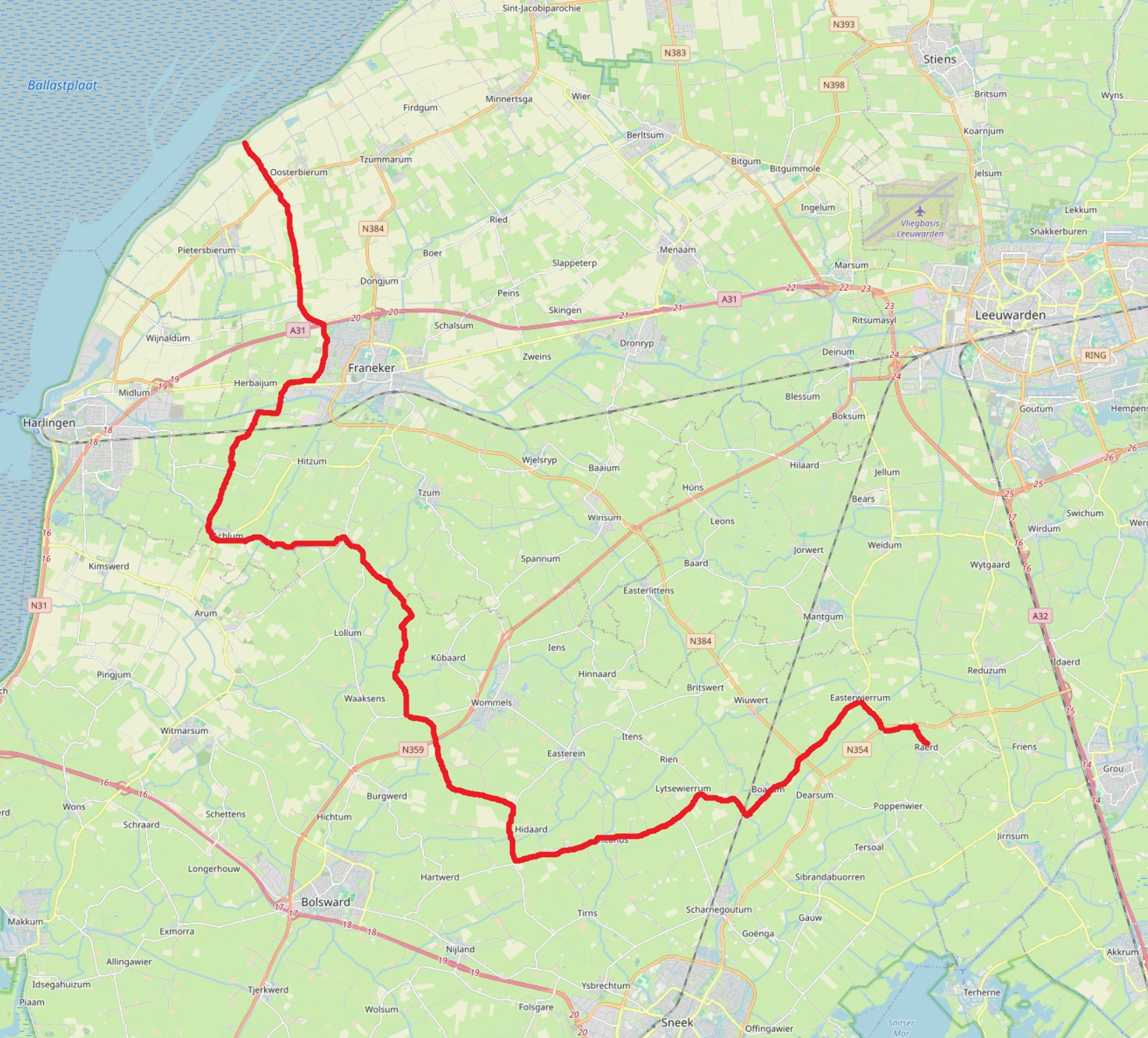
Detailkaart Slachtedijk

De Slachtemarathon is een marathon en wandeltocht over de Slachtedijk in Friesland. De start- en finishplaats (Oosterbierum, Rauwerd) wisselen tijdens elke editie. De Slachtemarathon werd bedacht door de Friese kunsthistoricus Peter Karstkarel.
De hardloopwedstrijd over de dijk werd in 2000 tijdens Simmer 2000 voor het eerst gehouden. Het is een vierjaarlijks sportevenement. In 2008 deden er, naast 1350 hardlopers, ook 13.000 personen mee aan de wandeltocht.
In 2008 was de Slachtemarathon de enige marathon in Friesland. Op 25 mei was er de marathon van Leeuwarden, maar die werd dat jaar niet over de volledige afstand gehouden, omdat deze kort voor de Slachtemarathon plaatsvond.
In 2018 zou er een extra tweedaagse editie over ruim 90 kilometer worden verlopen in het kader van Leeuwarden Culturele hoofdstad 2018. Vanwege het in de ogen van de organisatie te lage aantal inschrijvingen werd op 19 januari 2018 besloten deze editie niet te laten plaatsvinden.

## Start en finishplaats
| Editie | Startplaats  | Finishplaats |
| ------ | ------------ | ------------ |
| 2000   | Oosterbierum | Rauwerd      |
| 2004   | Rauwerd      | Oosterbierum |
| 2008   | Oosterbierum | Rauwerd      |
| 2012   | Rauwerd      | Oosterbierum |
| 2016   | Oosterbierum | Rauwerd      |
| 2024   | Oosterbierum | Rauwerd      |

## Top 10 finishtijden
Het gemiddelde van de snelste tien finishtijden is 2:29.28,5 Hiermee staat de wedstrijd niet in de top tien van de Lijst van snelste marathonsteden.
| Rang | Naam               | Land | Tijd    | Jaar | Plek |
| ---- | ------------------ | ---- | ------- | ---- | ---- |
| 1    | Geart Jorritsma    | NED  | 2:25.03 | 2024 | 1    |
| 2    | Thys de Jong       | NED  | 2:25.08 | 2024 | 2    |
| 3    | Alex van der Meer  | NED  | 2:28.06 | 2008 | 1    |
| 4    | Gerrit Kramer      | NED  | 2:29.00 | 2004 | 1    |
| 5    | Erik Negerman      | NED  | 2:29.12 | 2012 | 1    |
| 6    | Remon van Lunzen   | NED  | 2:30.15 | 2008 | 1    |
| 7    | Gerrit Kramer      | NED  | 2:30.31 | 2000 | 1    |
| 8    | Louis Dam          | NED  | 2:31.36 | 2000 | 2    |
| 9    | Martin Ketellapper | NED  | 2:32.24 | 2008 | 1    |
| 10   | Saher Yousef       | IRQ  | 2:32.50 | 2000 | 3    |

(bijgewerkt t/m 2024)

## Uitslagen marathon
| Jaar         | Heren             | Heren   | Dames              | Dames   | Uitslagen            |
| Jaar         | winnaar           | tijd    | winnaar            | tijd    | Uitslagen            |
| ------------ | ----------------- | ------- | ------------------ | ------- | -------------------- |
| 15 juny 2024 | Geart Jorritsma   | 2:25.03 | Mireille Baart     | 2:44.58 | Uitslagen            |
| 4 juni 2016  | Erik Negerman     | 2:33.49 | Ylona Kruis        | 3:12.25 | Uitslagen            |
| 16 juni 2012 | Erik Negerman     | 2:29.12 | Mariska Kramer     | 2:41.42 | Uitslagen[dode link] |
| 14 juni 2008 | Alex van der Meer | 2:28.08 | Yvonne Kassenberg  | 3:05.54 | Uitslagen            |
| 12 juni 2004 | Gerrit Kramer     | 2:29.00 | Mirjam Bijlsma     | 3:00.58 | Uitslagen            |
| 8 juli 2000  | Gerrit Kramer     | 2:30.31 | Katinka Wiltenburg | 3:03.47 | Uitslagen[dode link] |

Actief:
Amsterdam ·
Burgh-Haamstede ·
Eindhoven ·
Enschede ·
Etten-Leur ·
Hilvarenbeek ·
Hoorn ·
Leiden ·
Oosterbierum ·
Rotterdam ·
Spijkenisse ·
Terneuzen ·
Terschelling ·
Utrecht ·
Zaltbommel

Niet meer actief:
Apeldoorn ·
Den Haag ·
Den Haag (strand) ·
Groningen Stad Marathon ·
Hoofddorp ·
Klazienaveen ·
Leeuwarden ·
Maassluis ·
Meerssen ·
Noordseschut ·
Scheveningen-Zandvoort ·
Schoorl ·